# Anzhou
Anzhou (chinesisch 安州区, Pinyin Ānzhōu) ist ein Stadtbezirk in der bezirksfreien Stadt Mianyang in der chinesischen Provinz Sichuan. Er verwaltet ein Territorium von 1189 Quadratkilometern und hat 372.962 Personen (Stand: Zensus 2020).

## Geographie
Anzhou befindet sich etwas nordöstlich des eigentlichen Stadtgebietes von Mianyang. Es grenzt im Osten an Jiangyou, im Südosten an Fucheng, im Süden an Luojiang (Bezirksfreie Stadt Deyang), im Südwesten an Mianzhu, im Norden an Beichuan, und im Nordwesten an Ngawa. Sein Stadtgebiet nimmt etwa 15 Quadratkilometer ein. Im Nordwesten Anzhous befindet sich das Gebirge Longmen Shan mit Höhen von 1000 bis 2500 Metern über Normalnull. Der höchste Punkt liegt in der Gemeinde Gaochuan mit 3047 Metern Höhe. Der Berg Qianfo Shan hat eine Höhe von 2942,2 Metern, hier befindet sich ein Naturschutzgebiet auf nationaler Ebene. Der niedrigste Punkt Anzhous liegt in der Gemeinde Jiepai auf 490 Metern über Normalnull. Knapp 40 % des Territoriums von Anzhou besteht aus Hügelland. Die wichtigsten Flüsse sind der Anchang He, der Jushui He, der Xiushui He, Baixi He und der Chaping He.
Das Territorium Anzhous ist zu fast 40 % bewaldet. Es gibt Vorkommen seltener Tiere – darunter der Große Panda und seltener Pflanzenarten, darunter chinesische Arzneimittelpflanzen.
Das Klima Anzhous ist gemäßigt mit einer Jahresdurchschnittstemperatur von 16,3 °C und vier klar unterscheidbaren Jahreszeiten. Anzhou erhält im Jahresmittel Niederschläge in Höhe von 1261 Millimetern und 1059 Sonnenstunden. Es gibt jährlich etwa 300 frostfreie Tage.

## Bevölkerung
Die Bevölkerungszählung des Jahres 2000 hatte eine Gesamtbevölkerung von 484.224 Personen in 159.495 Haushalten ergeben, davon 248.774 Männer und 235.450 Frauen. Die gleiche Bevölkerungszählung ergab, dass 99.221 Personen unter 14 Jahren, 347.421 Personen zwischen 15 und 64 Jahren und 37.582 Personen über 65 Jahren in Anzhou lebten.
Die Bevölkerungszählung des Jahres 2010 ergab eine Gesamtbevölkerung von 366.802 Personen.
Im Jahre 2017 wurden 92.700 Personen der urbanen Bevölkerung zugerechnet.

## Administrative Gliederung
Anzhou existiert mit Unterbrechungen seit 1374, als aus dem Bezirk An (安州) der Kreis An (安县) gebildet wurde. Am 6. Februar 2009 wurde genehmigt, die Großgemeinden Anchang, Yong’an und einen Teil der Großgemeinde Huangtu aus An auszugliedern und dem Autonomen Kreis Beichuan der Qiang zu unterstellen. Dadurch schrumpfte An um 215 Quadratkilometer und seine Bevölkerung nahm um 78.000 Personen ab. Am 20. März 2016 genehmigte der Staatsrat, aus dem Kreis An einen Stadtbezirk zu bilden. Dies wurde am 20. Mai des gleichen Jahres umgesetzt.
Anzhou besteht auf Gemeindeebene per 2018 aus 15 Großgemeinden und drei Gemeinden. Diese sind:
- Großgemeinden Sangzao (桑枣镇), Huagai (花荄镇), Huangtu (黄土镇), Tashui (塔水镇), Xiushui (秀水镇), Heqing (河清镇), Jiepai (界牌镇), Yonghe (永河镇), Jushui (雎水镇), Qingquan (清泉镇), Baolin (宝林镇), Feishui (沸水镇), Xiaoba (晓坝镇), Lexing (乐兴镇), Qianfo (千佛镇)
- Gemeinden Xingren (兴仁乡), Gaochuan (高川乡), Yingxin (迎新乡)[6]

Auf der Dorfebene setzen sich obengenannte Verwaltungseinheiten aus 27 Einwohnergemeinschaften und 230 Dörfern zusammen. Der Regierungssitz des Kreises An lag seit 1374 in der Großgemeinde Anchang und wurde im Jahre 2002 in die Großgemeinde Huagai verlegt.

## Wirtschaft und Verkehr
Das Bruttoinlandsprodukt von Anzhou betrug im Jahre 2017 13,2 Milliarden Yuan und war gegenüber dem Vorjahr um 9,2 % gewachsen. Das Bruttoinlandsprodukt wurde zu 22,5 % im Primärsektor, zu 38,2 % im Sekundärsektor  und zu 39,3 % im Tertiären Sektor erwirtschaftet. Das durchschnittliche Einkommen der urbanen Bevölkerung belief sich dabei auf 30.005 Yuan, jenes der Landbevölkerung auf 15.430 Yuan.
Die Autobahn Mianyang–Guangyuan, die Nationalstraßen 108 und 105 verlaufen über das Territorium von Anzhou.

## Kultur
Zu den Attraktionen für Besucher gehören das Naturschutzgebiet von Anzhou, der Nationalpark Qianfo Shan, der See Baishui Hu, die Landschaft des Luofu Shan, die Höhle Longquan Ligong und die Stätte der Qianfoshan-Schlacht.